# Інвеститура
Інвеститура (від лат. investio — одягати) — частина омажу, під час якої сеньйор передавав предмет, що мав символізувати лен, який отримував васал. Інвеститура з'являється приблизно в ХІ столітті.

## У середньовіччі
У середньовічній Європі юридичний акт передачі земельного володіння або посади, закріплював васальну залежність і супроводжувався передачею будь-якого символічного предмета (грудки землі, палиці, кинджала, рукавички і т. д.) від сеньйора до васала. Обряд передачі відбувався після омажу і принесення клятви вірності. Символічний сенс процедури полягав у переході володіння предметом від однієї особи до іншої. Звичай інвеститура зводиться до обряду дарування, коли акт вручення подарунка має на увазі в майбутньому отримання відповідного дарунка і встановлює, таким чином, зв'язок між двома особами. Інвеститура в цьому сенсі є даром з боку сеньйора, який вручає васалу власність, в обмін на клятву васала у вірності.

## Інші види використання
Щороку у Сполученому Королівстві   близько 2600 людей проходять церемонію інвеститури, яку проводить особисто королева Єлизавета II або інший член королівської родини. Список тих, хто має бути відзначений, публікується двічі на рік, або в Новорічні нагороди, або в День народження. Приблизно 25 інвеститур проводяться щорічно, більшість у бальній залі Букінгемського палацу, хоча також використовуються палата Ватерлоо у Віндзорському замку та палац Холірудхаус в Единбурзі, Шотландія. 1 липня 1969 року королева Великої Британії Єлизавета II проводила процедуру інвеститури свого старшого сина Чарльза, оголошуючи його принцом Уельським. 
У 2014 році принц Уельський провів інвеституру в  замку Хіллсборо в Північній Ірландії. На другий день бойових дій у Північній Ірландії принц Уельський провів інвеституру для п’яти місцевих жителів. На короткій церемонії в Тронному залі замку Хіллсборо родини та друзі лауреатів зібралися, щоб відсвяткувати їх особливий день. 
Нагородженими відзнакою стали:
- Міс Розмарі Рейні, яка отримала відзнаку   OBE за послуги в галузі освіти в Північній Ірландії. Розмарі була головою ради освіти та бібліотек Белфаста.
- Пан Томас Хенлон, який отримав MBE за заслуги перед молоддю –  The Boys’ Brigade .
- Професор Ейлін Харкін-Джонс, яка отримала почесний орден OBE за заслуги у сфері вищої освіти в Північній Ірландії.
- Пан Малахі МакАлір отримав почесну нагороду OBE за заслуги в освіті в Північній Ірландії.
- Місіс Джоан Гамільтон, яка отримала почесну нагороду MBE за послуги хворим на рак.

Після церемонії принц Уельський скористався можливістю неформально поспілкуватися з учасниками за легкими закусками.